# Соцерб
Соцерб (итал. San Servolo) је село и каштел у северозападној Истри које се географски сврстава и у Крас (Тршћански Крас). Смештено је изнад Трста, уз саму словеначку границу са Италијом. Најсевернији је део општине Копар - статистичка Обално-крашка регија.

## Географија
Соцерб је збијено насеље на западним обронцима Ћићарије, смештено у удолини грађеној из флиша и кречњака испод средњовековне утврде по којој је и најпознатије и одакле се пружа панорамски поглед на источни дeо Трста и на Копарштину.
Доступан је одвојцима са пута Козина - Копар код Чрног Кала или Кланеца.

## Знаменитости
- Око 30 метра над насељем стоје рушевине каштела Соцерб (слов. grad Socerb, итал.. castello di San Servolo, нем. Schloss Sankt Serff) је утврда изграђена изнад литице (350 м н.в.) на заравни Зауле [1] (в. историја).
- У близини каштела је 'Света јама'. Тршчанин Деметриус де Ецономо је 1924/25. обновиио део обзида у дужини од 150 м до улаза у 'Свету јаму', која је дубока 44 м и дуга 200 м. Легенда о пећини говори да је у њој, након што је пристопио кршћанској религији, као пустињак две године боравио млади Сервул (Servulus, свети Серволо или св. Соцерб), по коме је место добило име[2], Ради његове вере га је 283. или 284. године усмртио гувернер Трста (Тергесте). Пећина је била претворена у светиште и у њој се је до другог светског рата сваке године 24. маја одржавала мисa[3].

## Историја
Због свог положаја каштел је у прошлости био од велике важности. Спомиње се у средњем веку, а XIV. в. је био у власништву венецијанске породице Дукали (Ducali). Каштел је више пута био оштећен ради разних ратова, споменимо битке између Аустријанаца и Млечана на почетку XVI, в. због контроле трговине соли која се одвијала са запада кроз кањон Розандре (Glinščicа). Господари утврде су се непрестано мењали. У раздобљу од 1463. до 1511. служи Венецији за обрану од Турака и од Аустријског Царства. На почетку XVI. в. постаје хабзбуршко властништво након тршћанско-млетачког рата, а 1521. цар даје Соцерб и шире подручје у феуд крањскому феудалцу и тршћанском капетану Николи II. Рауберу. Након тога је 1535. на концилу у Тренту договорено да се каштел врати Венецији, али није дуго остао у њиховим рукама. 
Задњи покушај Млечана, да се врате у Соцерб био је за време Ускочког рата (1615-1617) коштао их је губитком 3000 војника у битки 1615. г. Обрану каштела је водио тршћански барон Бенвенуто Петаци (Петаззи), који је користио и војску Ускока и који купује каштел 1622., а 1630. је добио титулу гроф Соцербски. 1678 је каштел обишао Валвасор те га нацртао и описао. Године 1688. пороцица Петаци га уступа надвојводи Граца као боравиште.
Од Петаззија каштел 1702. купује надвојводска комора Сан Серволо и касније га 1766. продаје фамилији Монтекуколи (Montecuccoli) из Мòдене. Каштел је 1780. од удара грома изгорио и од тада је напуштен. Остатке каштела је 1823. описао Ђироламо (Гироламо Агапито, а 1842. га је осликао Аугуст Тишбајн. Остатке каштела 1907. купује тршћански барон Деметрио Еконoмо (Еconomo) који га рестаурира 1925. г .
У време Народноослободилачке борбе је био каштел, ради своје стратешке важности, у средишту битака. Тако је у њему 1944. било седиште ВОС-а (Безбедноснo-обавештајне службе - Varnosno-obveščevalna služba) и Народног суда.

## Становништво
Према подацима из 2030. у Соцербу је живело 27 становника.
| Број становника по пописима | Број становника по пописима | Број становника по пописима |
| --------------------------- | --------------------------- | --------------------------- |
| 1991                        | 2002                        | 2011                        |
| 23                          | 19                          | 19                          |